# Mighty Canadian Minebuster
Mighty Canadian Mintebuster is een houten achtbaan in Canada's Wonderland.
De baan is één van de drie houten achtbanen in Canada's Wonderland en één van de vijf originele achtbanen van het park.
De bouw kostte ongeveer $ 1,2 miljoen. De achtbaan ging open op de dag dat het attractiepark voor het eerst zijn deuren opende, in 1981. De totale baanlengte is 1.167 m. De ontwerper was Curtis T. Summers.
AlpenFury ·
Back Lot Stunt Coaster ·
The Bat ·
Behemoth ·
Dragon Fyre ·
Flight Deck ·
The Fly ·
Ghoster Coaster ·
Leviathan ·
Mighty Canadian Minebuster ·
Silver Streak ·
Snoopy's Racing Railway ·
Taxi Jam ·
Thunder Run ·
Vortex ·
Wilde Beast ·
Wonder Mountain's Guardian ·
Yukon Striker

Voormalig: SkyRider · Time Warp